# Zain Davids
Pour les articles homonymes, voir Davids.

a Compétitions nationales et continentales officielles uniquement.

b Matchs officiels uniquement.
Dernière mise à jour le 31 décembre 2021.
Zain Davids est un joueur sud-africain de rugby à XV et de rugby à sept. Il est actuellement sous contrat avec la South African Rugby Union pour jouer avec l'équipe nationale de rugby à sept.

## Biographie
Davids est né et a grandi au Cap. Il a joué au rugby pour la Rondebosch Boys' High School, et a été sélectionné à plusieurs reprises pour la western province pour disputer des tournois de jeunes.
En mars 2016, il est inclus dans l'équipe des moins de 20 ans d'Afrique du Sud et participe au championnat du monde junior en mai 2016 à Manchester.
En novembre 2016, Davids est intégré à la South Africa Sevens Academy ; après avoir été inclus dans l’équipe lors d'un tournoi local , il gagne sa place dans l’équipe qui a joué à un tournoi international sur invitation, en marge du tournoi de Dubaï de rugby à sept.
En janvier 2017, Davids est inclus dans l’équipe senior d'Afrique du Sud à sept pour le tournoi de Wellington en 2017 en remplacement de l’ancien capitaine blessé, Kyle Brown.
Il remporte la médaille de bronze du tournoi masculin de rugby à sept aux Jeux olympiques d'été de 2024 à Paris.